# Franciszek Wilkanowski
Franciszek Wilkanowski herbu Lis – chorąży większy łęczycki w latach 1783–1784, sędzia ziemski łęczycki w latach 1757–1783, pisarz ziemski łęczycki w latach 1736–1757.
W 1764 roku był elektorem Stanisława Augusta Poniatowskiego z województwa łęczyckiego. Był deputatem województwa łęczyckiego na Trybunał Główny Koronny w Poznaniu w 1765 roku. Był posłem na sejm 1780 roku z województwa łęczyckiego.